# زاندهاوزن
زاندهاوزن (به آلمانی: Sandhausen) یک شهر در آلمان است که در راین-نکار-کرایس واقع شده‌است.

## خواهرخوانده
شهر Lège-Cap-Ferret خواهرخواندهٔ زاندهاوزن هست.